# 2003年夏季世界大學生運動會足球比賽
2003年夏季世界大學生運動會足球比賽於2003年8月20日至30日於韓國大邱舉行。

## 男子
| 項目     | 金牌 | 银牌   | 铜牌 |
| 男子足球 | 日本 | 意大利 | 捷克 |

## 女子
| 項目     | 金牌 | 银牌 | 铜牌 |
| 女子足球 | 朝鮮 | 日本 | 中國 |